# سافت‌سرو
سافت‌سرو (انگلیسی: SoftServe) شرکت فناوری اطلاعات آمریکایی است، که در سال ۱۹۹۳ تأسیس شد.